# Quattro Giorni di Dunkerque 1959
La Quattro Giorni di Dunkerque 1959, quinta edizione della corsa, si svolse dal 7 al 10 maggio su un percorso di 701 km ripartiti in 4 tappe, con partenza e arrivo a Dunkerque. Fu vinta dal francese Jacques Anquetil della Helyett-Leroux-Fynsec davanti al suo connazionale Joseph Morvan e al belga Frans Aerenhouts.

## Tappe
| Tappa  | Data      | Percorso                                  | km  | Vincitore di tappa  | Leader cl. generale |
| ------ | --------- | ----------------------------------------- | --- | ------------------- | ------------------- |
| 1ª     | 7 maggio  | Dunkerque > Dunkerque                     | 200 | Jean Anastasi       |                     |
| 2ª     | 8 maggio  | Dunkerque > Dunkerque                     | 222 | Jean-Claude Annaert |                     |
| 3ª     | 9 maggio  | Dunkerque > Dunkerque                     | 227 | Frans Schoubben     |                     |
| 4ª     | 10 maggio | Dunkerque > Dunkerque (cron. individuale) | 52  | Jacques Anquetil    | Jacques Anquetil    |
| Totale | Totale    | Totale                                    | 701 |                     |                     |

## Dettagli delle tappe

### 1ª tappa
- 7 maggio: Dunkerque > Dunkerque – 200 km

| Pos. | Corridore       | Squadra      | Tempo    |
| ---- | --------------- | ------------ | -------- |
| 1    | Jean Anastasi   | Coupry       | 5h10'25" |
| 2    | Frans De Mulder | Groene Leeuw | s.t.     |
| 3    | Frans Schoubben | Peugeot      | s.t.     |

| Pos. | Corridore | Squadra | Tempo |
| ---- | --------- | ------- | ----- |

### 2ª tappa
- 8 maggio: Dunkerque > Dunkerque – 222 km

| Pos. | Corridore           | Squadra | Tempo    |
| ---- | ------------------- | ------- | -------- |
| 1    | Jean-Claude Annaert | Rapha   | 6h00'03" |
| 2    | Frans Aerenhouts    | Mercier | s.t.     |
| 3    | Pierre Beuffeuil    | Mercier | s.t.     |

| Pos. | Corridore | Squadra | Tempo |
| ---- | --------- | ------- | ----- |

### 3ª tappa
- 9 maggio: Dunkerque > Dunkerque – 227 km

| Pos. | Corridore       | Squadra       | Tempo    |
| ---- | --------------- | ------------- | -------- |
| 1    | Frans Schoubben | Peugeot       | 6h22'44" |
| 2    | Jo de Haan      | Saint-Raphaël | s.t.     |
| 3    | Jaap Kersten    | Magneet       | s.t.     |

| Pos. | Corridore | Squadra | Tempo |
| ---- | --------- | ------- | ----- |

### 4ª tappa
- 10 maggio: Dunkerque > Dunkerque (cron. individuale) – 52 km

| Pos. | Corridore        | Squadra       | Tempo    |
| ---- | ---------------- | ------------- | -------- |
| 1    | Jacques Anquetil | Helyett       | 1h11'38" |
| 2    | Joseph Morvan    | Saint-Raphaël | a 1'51"  |
| 3    | Frans Aerenhouts | Mercier       | a 2'19"  |

| Pos. | Corridore        | Squadra       | Tempo     |
| ---- | ---------------- | ------------- | --------- |
| 1    | Jacques Anquetil | Helyett       | 18h46'11" |
| 2    | Joseph Morvan    | Saint-Raphaël | a 49"     |
| 3    | Frans Aerenhouts | Mercier       | a 2'15"   |

## Classifiche finali

### Classifica generale
| Pos. | Corridore           | Squadra                   | Tempo     |
| ---- | ------------------- | ------------------------- | --------- |
| 1    | Jacques Anquetil    | Helyett-Leroux-Fynsec     | 18h46'11" |
| 2    | Joseph Morvan       | Saint-Raphaël             | a 49"     |
| 3    | Frans Aerenhouts    | Mercier-BP-Hutchinson     | a 2'15"   |
| 4    | Jean-Claude Annaert | Rapha-R. Geminiani-Dunlop | a 2'52"   |
| 5    | Pierre Beuffeuil    | Mercier-BP-Hutchinson     | a 4'00"   |
| 6    | Robert Cazala       | Mercier-BP-Hutchinson     | a 4'02"   |
| 7    | François Mahé       | Saint-Raphaël             | a 5'33"   |
| 8    | Daan de Groot       | Libertas-Eura Drinks      | a 6'17"   |
| 9    | Arthur Decabooter   | Groene Leeuw-Sinalco-SAS  | a 6'59"   |
| 10   | Frans De Mulder     | Groene Leeuw-Sinalco-SAS  | a 7'21"   |